# دانکن لمانت
دانکن لمانت (انگلیسی: Duncan Lamont؛ ۱۷ ژوئن ۱۹۱۸ – ۱۹ دسامبر ۱۹۷۸) هنرپیشه اهل کشور بریتانیا بود. وی بین سال‌های ۱۹۵۰ تا ۱۹۷۸ میلادی فعالیت می‌کرد.

## مرگ
او بر اثر حمله قبلی درگذشت.

## فیلمشناسی
- شورش در کشتی بونتی
- بن هور
- نبرد بریتانیا
- مردی به لباس سفید
- داستان دو شهر